# 五十嵐美幸
五十嵐 美幸（いがらし みゆき　1974年8月29日 - ）は、中華料理の料理人。東京都東村山市生まれ。東京都渋谷区西原の中国料理店「美虎（みゆ）」のオーナーシェフを務めるかたわら、食に関する各種のプロデュースなども手掛ける。1997年に出演したテレビ番組『料理の鉄人』で注目を集め、以後『きょうの料理』、『キッチンが走る!』など各種メディアにも出演している。

## 経歴
両親は中華料理店「広味房」を経営し、小学校3年生の頃より店の雑用を手伝い、14歳のころには父と共に厨房に立っていた。東京都立農業高等学校食品製造科卒業後、正式に料理の道へ進む。父のもとで修業を積むかたわら、山本豊が経営する吉祥寺「竹爐山房」の料理に衝撃を受け、店休日を利用して週1回同店に通い教えを受けた。五十嵐は山本を「師匠」とし、「料理の基礎は父から、そして医食同源や素材に対する思いやりなど、料理の心については山本さんに学びました」と述べている。
1997年、父が体調を崩して入院し、ひとりで店の切り盛りを余儀なくされていた最中、フジテレビの料理対決番組『料理の鉄人』の出演を打診される。当初は父に対するオファーであり、事情を説明し断るも「22歳の女性料理人は珍しい」と娘の五十嵐に水を向けられたものだった。これに五十嵐は難色を示したが、「これから料理を目指す若い子たちのために」と説得され受諾。22歳での出演は当時最年少記録。当日は「中華の鉄人」として出演していた陳建一を相手にキュウリをテーマ食材として対決し、僅差で敗れたものの放送から大きな注目を集め、一躍人気シェフとなった。
その後、2000年3月より新規開店した「広味房」祖師ヶ谷大蔵店の料理長を務めていたが、『料理の鉄人』出演後の重圧やバッシング、さらに「毎日食べられる健康的な中華料理」を志向する五十嵐と、それを認めない父との対立も生まれ、注目の高まりとは裏腹に鬱屈した年月を過ごした。そうした中、30歳を過ぎたころに知人から「まず、あなたが幸せになることが一番。幸せでなければ美味しい料理は作れない」と声を掛けられたことを契機に実家の店を出、のち出張料理や料理教室などで働きながら開業資金を準備し、2008年に自身の店「美虎」を開業した。
その後、店は軌道に乗ったものの指定難病のひとつ後縦靭帯骨化症を患ったことや、結婚・出産もあり、負担軽減のため料理人として現場に立つ回数を減らし、かたわらで企業の商品開発、食育、店舗プロデュースなどを展開している。2017年にはプロの料理人で構成された食育などを推進する一般社団法人「シェフード」に参加し、食品ロス問題に率先して取り組んでいる。

## 私生活
自身の出演番組で担当ディレクターを務めていた男性と結婚し、40歳のとき出産。一児の母。

## 著書
- 『五十嵐美幸の野菜中華 MIYUKI流マジックテクニック』エンターブレイン、2010年4月2日。ISBN 978-4047264830。
- 『うまっ！食べるラー油　身近な材料でつくる10分レシピ』辰巳出版、2010年7月23日。ISBN 978-4777808069。
- 『初めてでもシャキッ! プリッ! だれでも炒めもの達人になれる』講談社、2011年12月14日。ISBN 978-4062995481。
- 『五十嵐美幸のやっぱり野菜料理よ!!: 食物繊維をおいしく食べる』柴田書店、2012年7月2日。ISBN 978-4388061440。

共著
- 柴田書店編『サラダ・サラダ・サラダ プロがつくる 166のサラダと109のドレッシング』柴田書店、2010年6月26日。ISBN 978-4388060788。
- 丹下輝之、濱崎 龍一、五十嵐美幸『使える鶏肉レシピ～部位別で使いやすい。和・洋・中100品』柴田書店、2012年12月3日。ISBN 978-4388061600。